# 20306 Richarnold
20306 Richarnold è un asteroide della fascia principale. Scoperto nel 1998, presenta un'orbita caratterizzata da un semiasse maggiore pari a 2,5646686 UA e da un'eccentricità di 0,1049063, inclinata di 4,64713° rispetto all'eclittica.